# 云南柏拉木
云南柏拉木（学名：Blastus tsaii），为野牡丹科柏拉木属下的一个植物种。